# Gypjak
Gypjak (parfois orthographié Kipchak) est une petite localité située à environ dix kilomètres d'Achgabat, la capitale du Turkménistan. 
Ce modeste village est connu pour être le lieu de naissance de l'ancien président turkmène Saparmyrat Nyýazow. Durant son régime, il décida la construction d'une mosquée monumentale. 
Gypjak abrite les sépultures des parents du  « Türkmenbaşy ». Lui-même y fut enterré à son tour le 24 décembre 2006.